# Kjell Eriksson
Pour les articles homonymes, voir Eriksson.
Kjell Eriksson, né en 1953 à Uppsala, est un écrivain suédois. Ses romans, principalement des romans policiers, sont publiés en français par la maison d'édition Gaïa. Il est traduit par Philippe Bouquet.

## Œuvre

### Romans
- (sv) Knäppgöken, 1993
- (sv) Frihetsgrisen, 1995

### Romans policiers
- (sv) Den upplysta stigen, 1999
- La terre peut bien se fissurer, Gaïa, 2007 ((sv) Jorden må rämna, 2000), trad. Philippe Bouquet, 341 p.  (ISBN 978-2-84720-091-1)Réédition Actes Sud, coll. « Babel noir » no 40, 2010, 418 p. (ISBN 978-2-7427-9314-3)
- Le Cercueil de pierre, Gaïa, 2008 ((sv) Stenkistan, 2001), trad. Philippe Bouquet, 359 p.  (ISBN 978-2-84720-128-4)Réédition Actes Sud, coll. « Babel noir » no 33, 2010, 419 p. (ISBN 978-2-7427-8795-1)
- La Princesse du Burundi, Gaïa, 2009 ((sv) Prinsessan av Burundi, 2002), trad. Philippe Bouquet, 349 p.  (ISBN 978-2-84720-150-5)Réédition Actes Sud, coll. « Babel noir » no 49, 2011, 409 p. (ISBN 978-2-330-00006-6)
- Le Cri de l'engoulevent, Gaïa, 2010 ((sv) Nattskärran, 2003), trad. Philippe Bouquet, 380 p.  (ISBN 978-2-84720-177-2)Réédition Actes Sud, coll. « Babel noir » no 94, 2013, 410 p. (ISBN 978-2-330-01780-4)
- Les Cruelles Étoiles de la nuit, Gaïa, 2012 ((sv) Nattens grymma stjärnor, 2004), trad. Philippe Bouquet, 381 p.  (ISBN 978-2-84720-228-1)Réédition Actes Sud, coll. « Babel noir » no 146, 2015, 440 p. (ISBN 978-2-330-05664-3)
- L'Homme des montagnes, Gaïa, 2013 ((sv) Mannen från bergen, 2005), trad. Philippe Bouquet, 436 p.  (ISBN 978-2-84720-354-7)Réédition Actes Sud, coll. « Babel noir » no 168, 2016, 491 p. (ISBN 978-2-330-07052-6)
- (sv) Den hand som skälver, 2007
- (sv) Svarta lögner, rött blod, 2008
- (sv) Öppen grav, 2009
- (sv) Den skrattande hazaren, 2019
- (sv) Dödsuret, 2020

### Autres publications
- (sv) Efter statarna - en ny tid, 1995
- (sv) Simma i mörker, 2012

## Prix littéraires
- 1999 : Best First Novel Price
- 2002 : prix du meilleur roman policier suédois pour La Princesse du Burundi